# Saison 2022-2023 du Stade de Reims
Chronologie
Saison précédente Saison suivante
La saison 2022-2023 du Stade de Reims est la 38e saison du club en Ligue 1. Le club est engagé dans deux compétitions : la Ligue 1 et la Coupe de France.

## Avant-saison

### Tableau des transferts
| Nom      | Nationalité | Poste | Transfert | Provenance/Destination | Division |
| -------- | ----------- | ----- | --------- | ---------------------- | -------- |
| Arrivées |             |       |           |                        |          |
| Départs  |             |       |           |                        |          |

| Nom      | Nationalité | Poste | Transfert | Provenance/Destination | Division |
| -------- | ----------- | ----- | --------- | ---------------------- | -------- |
| Arrivées |             |       |           |                        |          |
| Départs  |             |       |           |                        |          |